# Ангел Ніколаєв Ганев
Ангел Ніколаєв Ганев (нар. 1953, Софія, Болгарія) — болгарський дипломат.

## Біографія
Народився у 1953 році в місті Софія, Болгарія. У 1980 закінчив Державний інститут міжнародних відносин у Москві за спеціальністю «міжнародні відносини». Володіє іноземними мовами: російською, англійською, німецькою мовами.
З 1980 по 1983 — робота в Міністерстві закордонних справ Болгарії;
З 1983 по 1987 — третій секретар Генерального консульства Болгарії в Сиктивкарі;
З 1987 по 1989 — третій секретар відділу інформації МЗС Болгарії;
З 1989 по 1992 — другий секретар Посольства Болгарії в Російській Федерації;
З 1992 по 1994 — другий секретар, головний спеціаліст Управління Східної Європи та СНД в МЗС Болгарії;
З 1994 по 1997 — перший секретар Посольства Болгарії в Росії;
З 1997 по 1998 — перший секретар, головний спеціаліст управління СНД в МЗС Болгарії;
З 1998 по 2000 — міжнародний спостерігач на парламентських виборах у Боснії і Герцеговині по лінії ОБСЄ;
З 2000 по 2002 — Директор дирекції «Канцелярія мера, зв'язки з громадськістю та міжнародне співробітництво» общини у м. Варна;
З 2002 по 2007 — Надзвичайний і Повноважний Посол Республіки Болгарія в Україні.